# Голов, Вениамин Иванович
Вениамин Иванович Голов (1925—2009) — советский и российский производственный деятель в системе атомной промышленности. Лауреат Государственной премии СССР (1983). Почётный гражданин Пензы-19 (1987).

## Биография
Родился  25 января 1925 года в Пензе в рабочей семье.
С 1941 года работал токарем на Пензенском велосипедном заводе, с 1945 года — токарем-расточником, во время Великой Отечественной войны основной продукцией предприятия было производство боеприпасов для нужд фронта.
В 1957 году переведён в систему министерства среднего машиностроения и направлен в закрытый город Пенза-19. С 1957 по 2003 годы — токарь-инструментальщик на Пензенском приборном заводе, работал на станке марки БЛЦ, В. И. Голов внёс значительный вклад в становление инструментального производства ППЗ. 
В. И. Голов одним из первых стал внедрять бригадную форму организации труда, изготовил множество приспособлений, позволяющих увеличить производительность труда в 5-10 раз, подал более пятидесяти рациональных предложений, создал идеальную эргономику рабочего места токаря-расточника, стал применять расточку пресс-форм и штампов только комплектами, что позволило отслеживать ошибки конструкторов и технологов. В 1971 году за высокие показатели в труде В. И. Голов был награждён Орденом Ленина. В 1983 году за выдающиеся достижения в труде стал лауреатом Государственной премии СССР. В 1987 году В. И. Голову присвоено звание Почётный гражданин Пензы-19.
Умер 28 августа 2009 года в городе Заречный.

## Награды
- Орден Ленина (1971)
- Медаль «За трудовую доблесть»
- Медаль «За доблестный труд в Великой Отечественной войне 1941—1945 гг.»

### Премия
- Государственная премия СССР (1983)

### Звание
- Почётный гражданин Пенза-19 (1987)

## Память
- С 1998 года учреждена премия для рабочих имени Вениамина Голова присуждаемая  за достижения, которые связаны с выполнением уникальных работ при изготовлении товарной продукции и опытных образцов изделий.